# Get Up (canção de 50 Cent)
"Get Up" é o primeiro single oficial de 50 Cent para o seu quarto álbum, Before I Self Destruct. Ele foi produzido por Scott Storch. Foi lançada oficialmente para donwload digital em 7 de outubro de 2008, e pela iTunes em 14 de outubro do mesmo ano ; mas havia sido lançado anteriormente pela MTV na página oficial no Myspace.
A música foi gravada em parceria com Aftermath Entertainment, Shady Records e Interscope Records. Tem a duração de 3 minutos e 15 segundos.

## Videoclipe
O videoclipe foi lançado oficialmente em 9 de novembro de 2008, com base no filme I Am Legend (Eu Sou uma Lenda), estrelado por Will Smith.

## Paradas musicais
| Chart (2008)                          | Melhor posição |
| ------------------------------------- | -------------- |
| U.S. Billboard Hot 100                | 44             |
| U.S. Billboard Hot R&B/Hip-Hop Songs  | 23             |
| U.S. Billboard Hot Rap Tracks         | 9              |
| U.S. Billboard Mainstream R&B/Hip-Hop | 14             |
| U.S. Billboard Pop 100                | 51             |
| Canadian Hot 100                      | 31             |
| European Hot 100 Singles              | 63             |
| Irish Singles Chart                   | 33             |
| UK Singles Chart                      | 24             |
| Australian Singles Chart              | 73             |